# راجر یوآن
راجر یوآن (به انگلیسی: Roger Yuan) (زاده ۲۵ ژانویهٔ ۱۹۶۱) رزمی‌کار، بدل‌کار و بازیگر اهل آمریکایی است.
از فیلم‌های معروف او می‌توان به بازی در فیلم گوشه قرمز، از چاندی چوک به چین اشاره کرد.